# Ivan Ilić (pianista)
Ivan Ilić ((serb.): Иван Илић; ur. 14 sierpnia 1978 w Belgradzie, była Jugosławia) – amerykański pianista serbskiego pochodzenia. Obecnie mieszka w Paryżu.

## Życiorys
Jest absolwentem University of California w Berkeley, gdzie uzyskał stopień naukowy z matematyki i muzyki. Krótko studiował w Conservatory of Music w San Francisco, a następnie w Konserwatorium w Paryżu, gdzie zdobył Premier Prix. Ostatecznie zakończył naukę w École Normale de Musique w Paryżu. We Francji był pod opieką takich nauczycieli, jak m.in. François-René Duchâble, Christian Ivaldi, oraz Jacques Rouvier.

## Kariera
Sławę solisty przyniosła mu interpretacja muzyki francuskiej, a w szczególności utworów Claude Debussy'ego. W październiku 2008 studio Paraty wydało jego nagranie 24 Preludia Debussy'ego które zdobyło nagrodę francuskiej telewizji muzycznej Mezzo TV, przyznawaną przez krytyków muzycznych. Płyta znalazła się w rankingach najlepszych wydawnictw roku Top Five CD według magazynu Fanfare oraz na stronie internetowej Classique News. Przestawienie kolejności preludiów na albumie okazało się kontrowersyjnym posunięciem, którego Ilić bronił podczas udzielania wywiadów.
Ilić postanowił skupić się na repertuarze solowym. Nagrał swoje interpretacje utworów skomponowanych przez takich artystów, jak: Johann Sebastian Bach, Georg Friedrich Händel, Haydn, Ludwig van Beethoven, Chopin, Schumann, Liszt, Johannes Brahms, Debussy, Ravel i Lucien Durosoir. John Metcalf, Keeril Makan oraz Dmitri Tymoczko to przedstawiciele rosnącej liczby kompozytorów, którzy napisali dla niego nowe prace. Jego kolejnym projektem jest album 22 Studia nad Etiudami Chopina, które stworzył polski kompozytor Leopold Godowski.
Ilić wystąpił dotychczas w Carnegie Hall i Weill Hall w Nowym Jorku, Wigmore Hall w Londynie, Glenn Gould Studio w Toronto oraz The National Concert Hall w Irlandii.
Od początku czerwca 2011 szereg nagrań Ivana Ilicia jest dostępnych na stronie IMSLP.

## Dyskografia
- Ivan Ilić, pianiste – Oeuvres de Brahms, Beethoven et Chopin, Mairie de Paris
- Elegance and Refinement – Baroque Suites, French Sweets, Magnatune[10]
- Fugitive Visions – Piano Masterworks by Chopin and Liszt, Magnatune
- Romantic – Powerful Miniatures by Schumann and Brahms, Magnatune[11]
- Vitality and Virtuosity – Sonatas by Haydn and Beethoven, Magnatune
- Transcendental – Transcriptions by Brahms and Godowski, Magnatune
- Claude Debussy – Préludes pour piano, Livres 1 et 2, Paraty[12]
- Leopold Godowski – 22 Chopin Studies, Paraty

## Aktor, publicysta
W roku 2010 Ilić zadebiutował jako aktor w krótkim filmie Luca Plissonneau'a Izak's Choice, w którym zagrał tytułową rolę. W 2011 zagrał rolę Glenna Goulda w krótkometrażowej produkcji Benoît Maire The Sheperd, u boku aktora Lou Castela.
Napisał artykuł na temat muzyki, który znajduje się na stronie internetowej Washington Times.